# Western Area Peninsular National Park
Het Western Area Peninsular National Park is een nationaal park in Sierra Leone met een oppervlakte van 18.337 hectare. Het ligt dicht bij de hoofdstad Freetown en beslaat bijna het gehele Western Area-schiereiland. Het park omvat de Lion Mountains (Spaans: Sierra Leona), waar het land naar genoemd is.
Het park is ongeveer 37 km lang en 14 km breed. Het hoogste punt is Picket Hill (886 m). Met een jaarlijkse neerslag van 7000 mm is het een van de natste beschermde natuurgebieden ter wereld. Er zijn 374 vogelsoorten en 50 zoogdiersoorten geteld. Hieronder zijn enkele duikers.
Het reservaat is in 1916 ingesteld door de Brits-Australische bosbouwkundige Charles Lane Poole. Tot het in juni 2015 als nationaal park erkend is heette het Western Area Forest Reserve. Ondanks de beschermde status heeft er veel ontbossing plaatsgevonden, met name tijdens de Sierra Leoonse Burgeroorlog. Het park is voorgedragen voor de Werelderfgoedlijst van UNESCO.
Binnen het park bevindt zich sinds 1995 een opvangcentrum voor chimpansees, het Tacugama Chimpanzee Sanctuary.

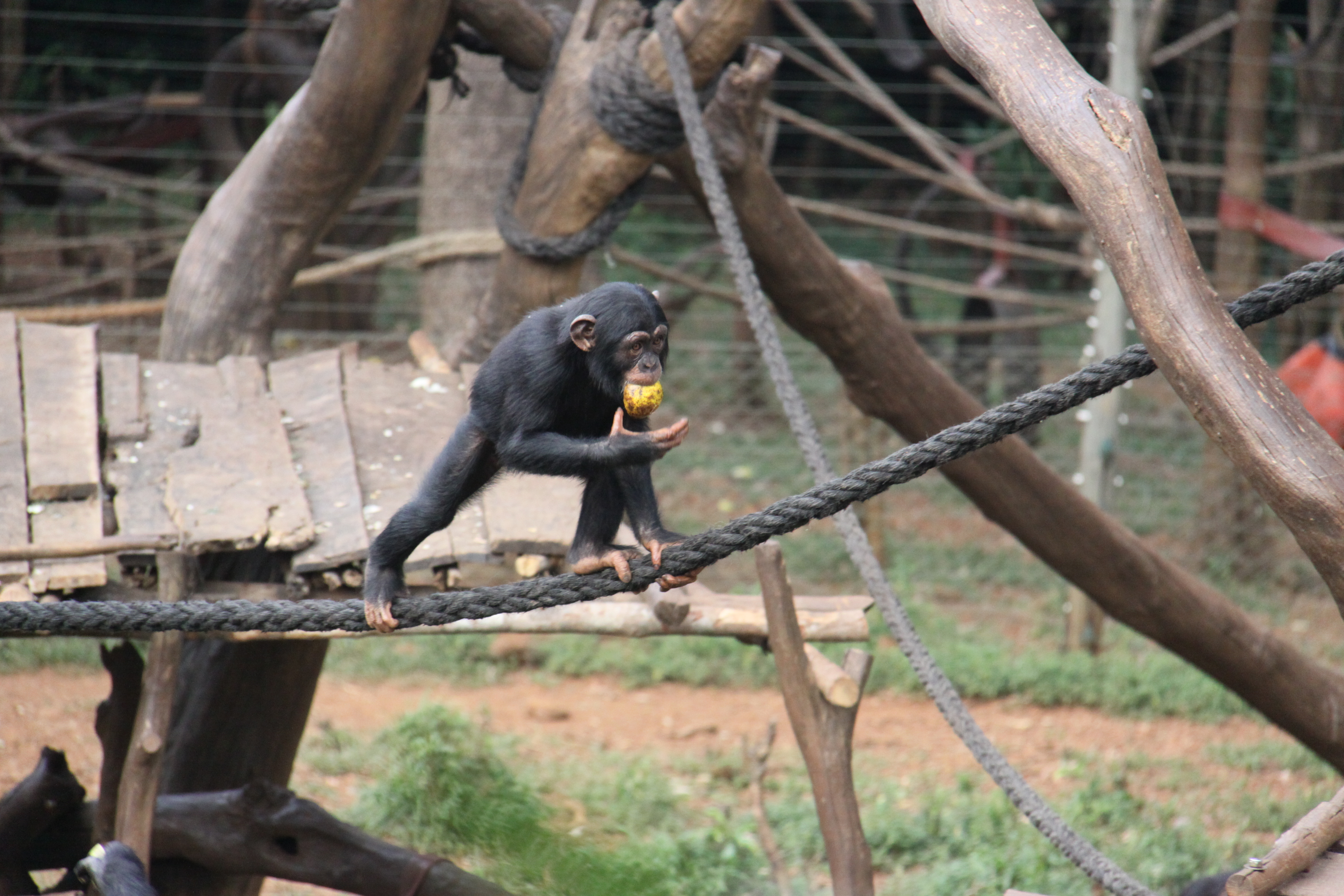
Tacugama Chimpanzee Sanctuary